# ミラレム・スレイマニ
ミラレム・スレイマニ（セルビア語: Миралем Сулејмани, Miralem Sulejmani、1988年12月5日 - ）は、セルビア・ベオグラード出身のサッカー選手。ポジションはミッドフィールダー。

## 来歴

### クラブ
地元のクラブであるFK BSKバタイニツァのユースチームでキャリアをスタート。その後、セルビアのパルチザン・ベオグラードのユースチームへと移籍した。2005-2006シーズンにトップチームでデビュー。その才能はすぐに国外のクラブの目に留まった。2006年12月6日、いくつかの誘いがあったなかで翌年1月にオランダのSCヘーレンフェーンへ移籍することを発表した。
当時スレイマニとパルチザンはまだプロ契約を結んでおらずヘーレンフェーンとのプロ契約を選んだことになるが、このことについてパルチザンがヘーレンフェーンに対して彼の育成に関する補償を要求した。パルチザンとセルビアサッカー協会との話し合いののち、シーズン終了までスレイマニを移籍させないという結論に達する。この決定に対してヘーレンフェーン側がFIFAに異議を申し立てると、FIFAは1度は移籍を認める見解を出したものの後にこれを撤回して移籍は事実上延期された。
2007年8月17日のヴィレムIIとの試合でようやくSCヘーレンフェーンの一員としてデビュー。このシーズン、彼は34試合に出場し15ゴールを決めてチームのリーグ5位という好成績の原動力となった。一躍スター候補となったスレイマニは2008年7月、オランダ国内の移籍としては史上最高額となる1625万ユーロ（約27億2500万円）でアヤックス・アムステルダムへの移籍が決定した。2007-2008シーズンのオランダ年間若手最優秀選手としてヨハン・クライフ賞を受賞。しかしアヤックスではその高すぎる期待とプレッシャーに応えることはできず、高額サラリーも含めた5年間の経費は実に2500万ユーロ、1ゴール数あたり42万7000ユーロという数字だけが残った。
2013年2月に翌シーズンからのSLベンフィカに移籍することが決まった。
2015年6月9日、BSCヤングボーイズに3年契約で移籍した。
2022年7月からは無所属となっていたが、2024年1月18日、FKジェレズニチャル・インジヤに加入した。

### 代表
セルビア代表として、U-19代表でUEFA U-19欧州選手権2007に出場。U-21代表でUEFA U-21欧州選手権2009に出場した。
19歳のときの2008年2月6日、マケドニア共和国代表戦でA代表デビューを果たした。2012年9月11日のワールドカップ予選のウェールズ戦で代表初得点を挙げた。

## タイトル

### クラブ
アヤックス
- エールディヴィジ：3回 (2010-11, 2011-12, 2012-13)
- KNVBカップ：1回 (2009-10)

SLベンフィカ
- プリメイラ・リーガ：2回 (2013-14, 2014-15)
- タッサ・デ・ポルトガル：1回 (2013-14)
- タッサ・ダ・リーガ：2回 (2013-14, 2014-15)

BSCヤングボーイズ
- スーパーリーグ：4回 (2017-18, 2018-19, 2019-20, 2020-21)

### 個人
- ヨハン・クライフ賞：1回 (2008)